# Astrosphaeriella sundarbanensis
Astrosphaeriella sundarbanensis är en svampart som beskrevs av Jagadeesh & Aptroot 2005. Astrosphaeriella sundarbanensis ingår i släktet Astrosphaeriella och familjen Melanommataceae.   Inga underarter finns listade i Catalogue of Life.